# Petr Konáš
Petr Konáš (*2. dubna 1983, Žirovnice) je český filmový a divadelní herec. Vystudoval střední školu průmyslovou zeměměřickou v Praze a také vyšší odbornou školu hereckou v Praze-Michli. Má mladšího bratra Daniela[zdroj?]. Od roku 2007 působí v Západočeském divadle v Chebu. Hrál v několika seriálech, např. Ordinace v růžové zahradě 2, kde ztvárnil svůdného hazardního hráče, ale také vynikajícího lékaře MUDr. Roberta Šamberu. Dále účinkoval v seriálu TV Prima Cesty domů, kde hrál MUDr. Šimona Kosíka. V seriálu TV Prima Modrý kód hrál MUDr. Filipa Kodyma.

## Filmografie
- 1997 Zdivočelá země
- 2010 Ordinace v růžové zahradě – MUDr. Robert Šambera
- 2010 Cesty domů – MUDr. Šimon Kosík
- 2017 Modrý kód – MUDr. Filip Kodym
- 2018 Krejzovi – Marek Svoboda